# チェロソナタ (ラフマニノフ)
セルゲイ・ラフマニノフの《チェロ・ソナタ ト短調》作品19は、1901年に作曲されたチェロソナタ。ラフマニノフは本作においてピアノは単なる伴奏ではなく、チェロとピアノが対等な関係にあると考えていた。このため、初版は『ピアノとチェロのためのソナタ』と題されている。
本作は、ラフマニノフが完成させた最後の大規模な室内楽曲となった。

## 概要
ラフマニノフは1900年までの3年間を、あまり生産的でなく過ごした。このような状況に至ったのは、《第1交響曲》が初演の後で酷評されてからだった。それからのラフマニノフは鬱病に苛まれ、ニコライ・ダーリ博士の催眠療法を受けている。1900年にラフマニノフは《ピアノ協奏曲 第2番》に取り組んだ後、速やかに《チェロ・ソナタ》に着手したのであった。
本作は、作曲者の友人アナトーリー・ブランドゥコーフに献呈され、1901年12月2日にブランドゥコーフと作曲者自身のピアノによってモスクワで初演されている。ブランドゥコーフは《悲しみの三重奏曲 第1番》（1892年完成）の初演者でもあった。初演後、ラフマニノフは改訂を加えたとみられ、初版には「1901年12月12日」と記載されている。
楽曲は以下の4楽章から成る。
1. レント – アレグロ・モデラート（ト短調）
2. アレグロ・スケルツァンド（ハ短調）
3. アンダンテ（変ホ長調）
4. アレグロ・モッソ（ト長調）

演奏時間は約35分強（1楽章反復あり）の大作。

## 主要な音源
- 1947年 エドモンド・クルツ（英語版）、ウィリアム・カペル
- 1956年 ダニイル・シャフラン、ヤコフ・フリエール
- 1956年 ザラ・ネルソヴァ、アルトゥール・バルサム（英語版）
- 1958年 ムスティスラフ・ロストロポーヴィチ、Alexander Dedyukhin
- 1967年 ポール・トルトゥリエ、アルド・チッコリーニ
- 1979年 ダニイル・シャフラン、アントン・ギンスブルク
- 1984年 リン・ハレル、ウラジミール・アシュケナージ（第1楽章呈示部の反復を割愛）
- 1990年 ヨーヨー・マ、エマニュエル・アックス
- 1994年 トルルス・モルク、ジャン＝イヴ・ティボーデ
- 2002年 スティーブン・イッサーリス、スティーヴン・ハフ
- 2004年 ナターリヤ・グートマン、エリソ・ヴィルサラーゼ
- 2005年 ミッシャ・マイスキー、セルジオ・ティエンポ
- 2006年 ゴーティエ・カピュソン、ガブリエラ・モンテーロ
- 2006年 アレクサンドル・クニャーゼフ（英語版）、ニコライ・ルガンスキー
- 2007年 アレクサンダー・イヴァシュキン（英語版）、ルステム・ハイルディノフ（英語版）
- 2008年 ダヴィド・ゲリンガス、Ian Fountain
- 2012年 伊藤悠貴、ソフィア・グルャク（ラフマニノフ・チェロ作品全集録音）
- 2012年 ソル・ガベッタ（英語版）、オルガ・ケルン（英語版）
- 2021年 ゴーティエ・カピュソン、ユジャ・ワン

## アレンジ
ロシアのピアニスト、アルカーディ・ヴォロドスは第3楽章をピアノ独奏用に編曲しており、録音も残している。